# Nothofagus leonii
Nothofagus leonii là một loài thực vật có hoa trong họ Nothofagaceae. Loài này được Espinosa mô tả khoa học đầu tiên năm 1926.